# 淀川区医師会看護専門学校
淀川区医師会看護専門学校（よどがわくいしかいかんご-）は、一般社団法人淀川区医師会が運営していた大阪市淀川区三国本町にあった専修学校。

## 沿革
- 1962年 東淀川区医師会付属准看護学院として開校
- 1975年 淀川区医師会付属准看護学院と改称
- 1980年 専修学校となる
- 1996年 看護学科を開設、淀川区医師会看護専門学校(現校名)となる
- 2016年 男女共学となる
- 2023年3月31日 准看護学科を廃止[1][2]
- 2025年3月31日 看護学科を廃止[1][2]

## 学科
- 看護学科　（定員50名,修業年限：3年）
- 准看護学科（定員50名,修業年限：2年）

## 卒業時取得可能な資格
- 准看護学科
  - 准看護師試験受験資格
  - 2年課程進学受験受験資格（中学校卒業者は准看護師免許取得後3年以上の実務経験を要する）
- 看護学科
  - 専門士（看護専門課程）称号授与[3]
  - 看護師国家試験受験資格
  - 保健師学校養成所受験資格
  - 助産師学校養成所受験資格
  - 四年制大学編入資格

## 看護師国家試験合格状況（看護学科）
(この節の出典)
| 看護師国家試験実施年(卒業生年度) | 新卒者(％) | 既卒者を含めた場合(％) | 全国平均(％) |
| -------------------------------- | ---------- | ---------------------- | ------------ |
| 2021年度（令和2年度）卒業生      | 97.3       | 95.0                   | 90.4         |
| 2020年度（令和元年度）卒業生     | 100.0      | 95.9                   | 89.2         |
| 2019年度（平成30年度）卒業生     | 97.9       | 90.6                   | 89.3         |
| 2018年度（平成29年度）卒業生     | 100.0      | 89.8                   | 91.0         |

## 交通アクセス
- 阪急宝塚本線三国駅から徒歩約9分[5]